# Показательные дома для рабочих на Русаковской улице
Показательные дома для рабочих (992-й квартал) — ансамбль 3-этажных домов, расположенный по адресу Русаковская улица, 7 (корпуса 1, 2, 3) в Красносельском районе Центрального административного округа Москвы. Спроектированные братьями-архитекторами Борисом Иофаном и Дмитрием Иофаном и построенные в 1925—1926 годах, дома на Русаковской улице стали попыткой создания в советской столице жилой среды, напоминающей европейские города-сады. Вопреки первоначальному замыслу заселить дом рабочими, его обитателями стали сотрудники НКВД и других влиятельных ведомств, здесь же Борис Иофан проживал до завершения строительства его «Дома на набережной» в начале 1930-х годов.
Иофан работал над домами на Русаковской улице сразу после возвращения из Италии, где обучался в Римской академии изящных искусств и работал, и показательные дома для рабочих стали его первым реализованным проектом в советской столице. Эти дома имеют множество характерных для южной архитектуры средиземноморских элементов, за которые получили народное наименование «итальянских»: глубокие лоджии, многочисленные арки, небольшие круглые балконы и нетипичные для архитектуры того времени вертикальные высокие окна. В планировке участка использованы принципы, характерные для дореволюционных русских усадеб: в глубине участка располагается основной, более протяжённый корпус, слева и справа от него — более компактные корпуса, окна которых выходят на улицу. Композиционным центром ансамбля служил парадный двор с цветниками, за постройками располагались ещё 2 двора и сад. Показательные дома для рабочих являлись жильём переходного периода: они предполагали проживание в индивидуальных квартирах на 2—3 комнаты, общение с соседями во время ухода за цветами во дворе, совместное посещение клуба и столовой, собственные ясли для малолетних детей обитетателей дома.
Деревянные общественные постройки на участке не сохранились, однако жилые дома находились в хорошем состоянии на протяжении 70 лет. По утверждениям местных жителей, зданиям навредила реставрация 1998 года, после которой на стенах появились трещины, а в подвале — вода. В 2009 году по распоряжению Правительства Москвы № 1556-РП ансамбль жилых домов был принят под охрану как объект историко-градостроительной среды и достопримечательное место. В 2012 году комиссия по вопросам градостроительной деятельности при Правительстве Москвы рассмотрела рекомендации экспертов рабочей группы по вопросам градостроительной деятельности в границах достопримечательных мест и охранных зон и поддержала полное сохранение исторического ансамбля.